# Señor de los Milagros (Maracaibo)

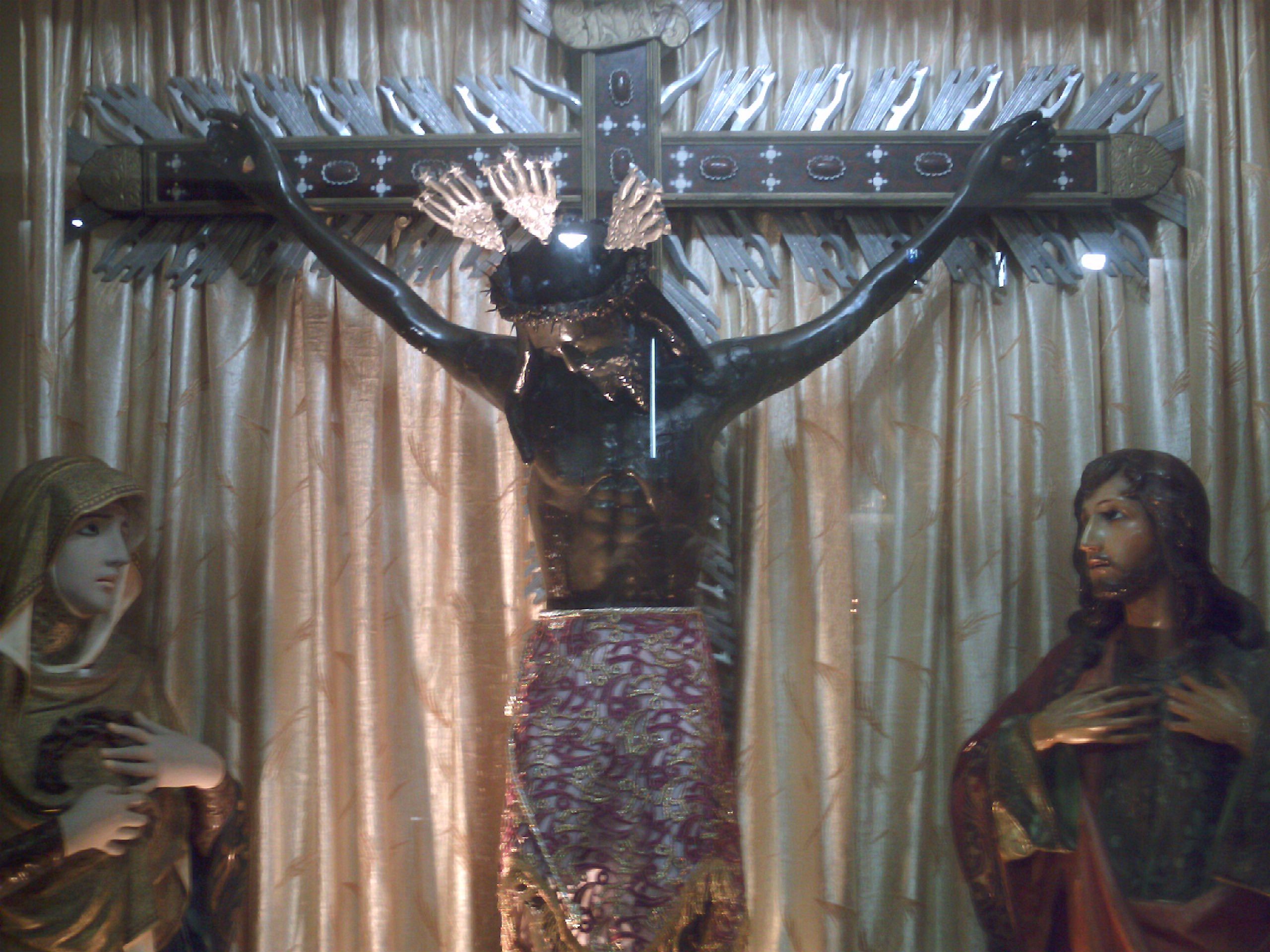
Señor de los Milagros de la iglesia San Alfonso.

El Señor de los Milagros es una talla en madera de un crucifijo de color oscuro que se le venera en el Templo de San Alfonso María de Ligorio, de la Arquidiócesis de Maracaibo, en el estado Zulia (Venezuela). El Cristo cuenta con una curiosa leyenda que lo cubre y también es un gran centro de devoción marabina. Guarda cierto parecido con el Santo Cristo Negro de la Catedral de Maracaibo.

## Origen
Por allá, hacia 1550 - 1560, una indiecita del lugar deseaba conseguir un crucifijo para su humilde choza. Le informaron que debía reunir setenta reales, moneda de la época, para encargarlo a Quito. Ahorrando durante muchos meses, reunió el dinero. En esas se enteró de que a un vecino lo llevaban a la cárcel porque debía setenta reales a un usurero. Aquella buena mujer, para librar de la prisión al hombre, le cedió todo lo que tenía, sus setenta reales. Volvió a lavar ropa en las orillas del río Guadalajara. Un día observó cómo la corriente arrastraba un pequeño crucifijo; lo tomó entre sus manos y lo llevó a su choza, donde le improvisó un altar en una caja de madera. Una noche oyó ruidos extraños; la caja crujía y se rompía, porque el crucifijo estaba creciendo.
La historia de la Ermita:La gente empezó a venerar la imagen, y la choza de la indígena se volvió un santuario. Y cuenta la historia de Guadalajara de Buga, Colombia que, en 1573, en terrenos donados por uno de los fundadores, se planeó la construcción de una capilla o Ermita para venerar el santo Cristo. Pero con el tiempo, la imagen se deterioró porque los devotos, en su devoción indiscreta, le colocaban muy cerca velas y le arrancaban astillitas a la cruz. Por eso, cuando un visitador eclesiástico la vio tan deteriorada, mandó quemar la imagen porque, según su juicio, ya no inspiraba devoción. Esto fue en 1605. Pero la imagen se preservó milagrosamente; en vez de quemarse, sudaba y se renovaba. La gente comenzó a empapar algodones en el sudor. Ese día hubo muchos prodigios y se oficializó el culto a la imagen del Señor de los Milagros. Desde el siglo XVII hasta el siglo XIX, a causa de terremotos y deterioro natural, debió haber por lo menos tres Ermitas, construidas la una sobre la otra.
La historia más reciente de la imagen: El 29 de abril de 1937 un desequilibrado mental pretendió destruir el Cristo. Aunque el material del que está formada la imagen es supremamente duro, le abrió a machetazos un pequeño boquete en el costado derecho.
El 4 de marzo de 1956, domingo, hubo un atentado contra el sacerdote que celebraba la misa de 9 a. m. Milagrosamente, el cuchillo con el que se quería herir al celebrante se partió en el aire en tres pedazos, que cayeron al suelo (Nota: se conservan en el Museo del Milagroso). El hecho tuvo resonancia nacional porque lo narró la prensa y los testigos fueron numerosos.
El 3 de febrero de 1969 otro loco arrojó la imagen al suelo. Le causó averías de consideración, que un hábil artesano restauró luego. Para prevenir desmanes de esta clase, hoy el Cristo se halla en lugar elevado, tras un grueso cristal a prueba de bala.

## Devoción
En la Parroquia San Alfonso María de Ligorio, ubicada en el sector Santa María, cada 14 del mes se venera la imagen del Cristo, Señor de los Milagros, devoción traída por los misioneros redentoristas desde Guadalajara de Buga, Colombia.
Miles de personas colman el templo el día 14 de cada mes desde las 07:00 de la mañana, para pedir por sus intenciones y dar gracias por los múltiples favores recibidos de sus manos. El 14 de septiembre se celebra la solemnidad propia del Cristo milagroso que llegó a tierras zulianas para quedarse en el corazón de los cristianos devotos, quienes ven en Él una muestra viva de la gracia de Dios.
Desde el 5 de septiembre y hasta el 13, la comunidad se prepara con la Novena en honor al Señor de los Milagros, a partir de las 5 de la tarde, los devotos pueden acercarse al templo a orar por las diferentes intenciones que contempla esta Novena.